# Hungria Hip Hop
Hungria Hip Hop, pseudonimo di Gustavo da Hungria Neves (Ceilândia, 26 maggio 1991), è un rapper, cantante e compositore brasiliano.

## Biografia
Si è fatto conoscere a livello nazionale nel 2016, e da allora è considerato uno dei più grandi cantanti hip hop del Distretto Federale brasiliano e uno dei pionieri del trap brasiliano. Il suo più grande successo, la canzone Lembranças, ha registrato più di 300 milioni di visualizzazioni su YouTube.